# Ivan Prebeg
Ivan Prebeg (Josipdol, 24 settembre 1933 – Zagabria, 29 giugno 1995) è stato un pugile jugoslavo, di etnia croata. È stato il primo pugile professionista jugoslavo del secondo dopoguerra a conquistare il titolo di Campione d'Europa.

## Biografia
Nato a Josipdol, un paesino dell'entroterra di Fiume, si trasferì con la famiglia a Zagabria, dove conseguì il diploma di elettrotecnico. 

### Carriera dilettantistica
Ha iniziato la sua carriera di pugilato nel 1955 nel club di Zagabria "Metalac", dove i suoi primi allenatori sono stati Zlatko Hrbić e Zlatko Nemeček. 
Nel 1957, senza passaporto, tentò di emigrare illegalmente in Austria con un amico. Attraversato il fiume Mura, fu destinato in un campo profughi a Graz. Si stabilì poi in Germania, prima a Norimberga, infine ad Augusta. Qui si iscrisse al club di pugilato "Schwaben Augsburg SV", per il quale combatté sei match da dilettante con cinque vittorie. 
Si recò poi a Parigi su invito del fratello Milan, dove entrò a far parte del club "Stade Municipale de Courbevoie". Dopo una serie di buone prestazioni passò professionista.

### Carriera professionistica
Il 19 aprile 1961, a Charleroi, esordì al professionismo nei pesi mediomassimi contro Yvon Becaus vincendo per KO al quinto round. Seguirono altri 24 match con alti e bassi nei quali conseguì 12 vittorie, 9 sconfitte e tre pari. Tra i suoi avversari di maggior livello, il tedesco Gustav Scholz e il britannico Jack Bodell, che affrontò salendo di categoria.
Il 15 giugno 1966 ebbe la chance di combattere per il titolo europeo dei pesi massimi contro Karl Mildenberger sul ring di Francoforte, cedendo solo ai punti in 15 riprese. Rientrò quindi in patria e combatté quattro volte a Belgrado con tre vittorie e una sconfitta. Il 28 aprile 1967, a Colonia incontrò il forte peso massimo tedesco Jürgen Blin, che lo mise KO al quinto round.
A questo punto si stabilì definitivamente a Zagabria dove aprì un'officina elettromeccanica e una piccola palestra di pugilato, senza il sostegno della Federazione jugoslava. 
Seguì il periodo forse migliore della sua carriera collezionando una serie di 12 vittorie e un pareggio in due anni. Dopo di che ebbe l'opportunità di combattere per il titolo di Campione d'Europa dei pesi mediomassimi, all'epoca vacante.
Il 28 giugno 1969, davanti alle tribune affollate dello stadio Šalata di Zagabria, Ivan Prebeg sconfisse il gallese Eddie Avoth ai punti in quindici riprese. Con questa vittoria, divenne il primo pugile professionista jugoslavo del secondo dopoguerra a conquistare il titolo di Campione d'Europa.
Il 6 febbraio 1970, a Milano, mise in palio la cintura di Campione d'Europa contro Piero Del Papa, che gli strappò il titolo vincendo ai punti in 15 riprese. Ivan Prebeg combatté altre cinque volte con due vittorie, due sconfitte (contro il tedesco Horst Benedens e lo spagnolo José Manuel Urtain) e un pareggio. La sua ultima apparizione è stata a trentotto anni il 4 febbraio 1972 a Spalato, quando concluse la carriera battendo il tedesco Manfred Ackers per knock-out tecnico al nono round.

### Dopo il ritiro
Dopo il ritiro ha allenato pugili dilettanti e professionisti di Zagabria. Durante la Guerra d'indipendenza croata, aderì al costituendo nuovo Stato e si mise a disposizione dell'allora Ministro e Capo dell'Ufficio per gli sfollati. Grazie alle sue conoscenze negli ambienti del pugilato europeo raccolse aiuti umanitari e trasformò la sua sala da pugilato in un temporaneo magazzino provviste.
È morto a Zagabria il 29 giugno 1995, a soli sessantuno anni.